# Perizoma herrichiata
Perizoma herrichiata är en fjärilsart som beskrevs av Pieter Cornelius Tobias Snellen 1874. Perizoma herrichiata ingår i släktet Perizoma och familjen mätare. Inga underarter finns listade i Catalogue of Life.